# 레이먼 기튼스
레이먼 기튼스(영어: Ramon Gittens, 1987년 7월 20일 ~ )는 바베이도스의 남자 육상 선수이다.